# Giáo dục Andorra

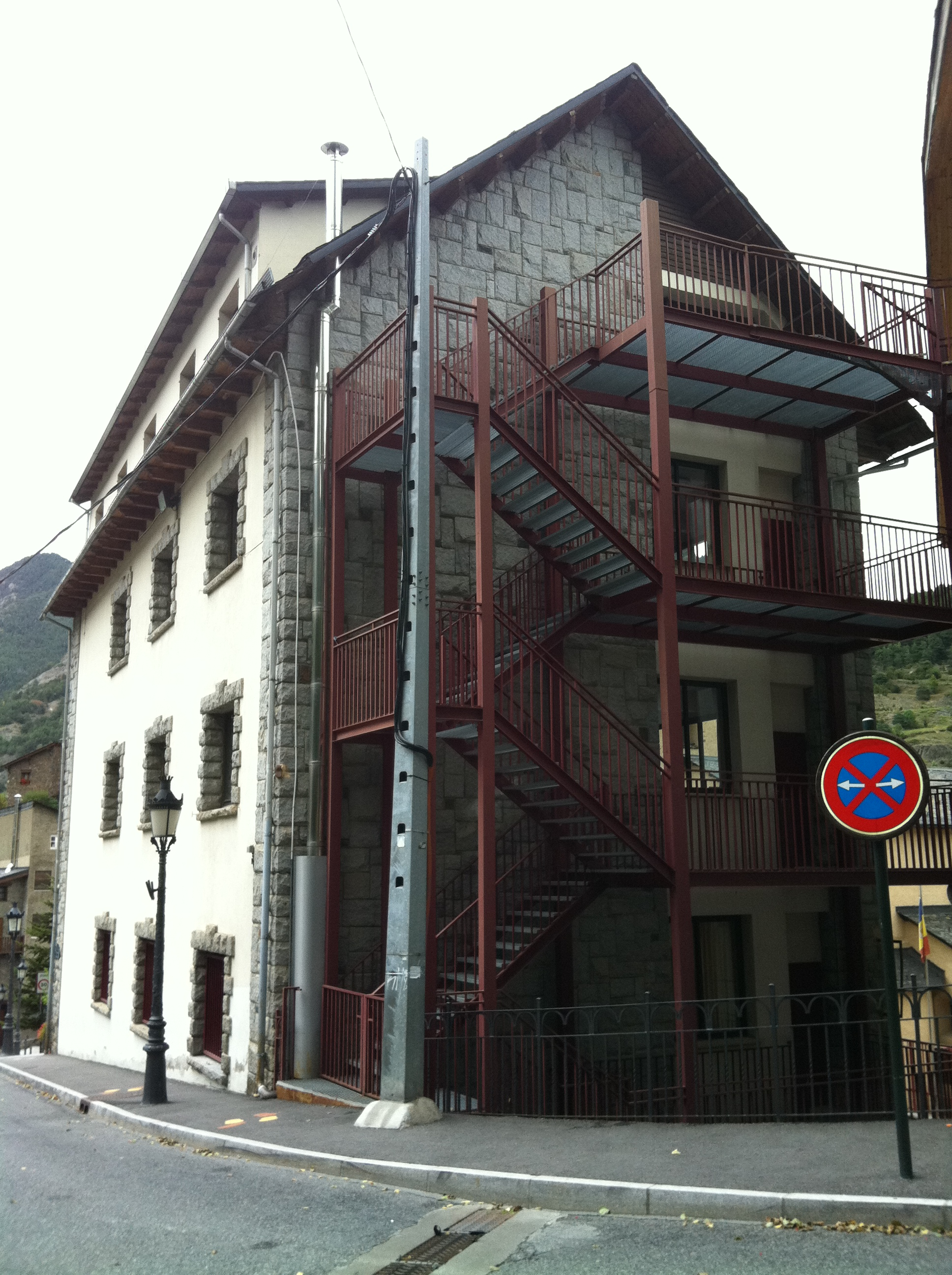
Một trường học ở Massana

Giáo dục ở Andorra là hệ thống bắt buộc đối với tất cả các trẻ em có độ tuổi từ 6 đến 16 tuổi.

## Giáo dục tiểu học và trung học
Về cơ bản có ba hệ thống trường học cùng tồn tại trong nước: Pháp, Tây Ban Nha và Andorra. Chính phủ Pháp trợ cấp một phần giáo dục trong các trường dạy tiếng Pháp của Andorra; các trường học ở khu vực phía nam, gần  biên giới Tây Ban Nha, được hỗ trợ bởi các nhà thờ. Ngôn ngữ địa phương, Catalan, đã được sử dụng tại một trường học dưới sự kiểm soát của Giáo hội Công giáo La Mã. Khoảng 50% trẻ em Andorra theo học các trường tiểu học của Pháp, và số còn lại học các trường Tây Ban Nha hoặc Andorra. Nhìn chung, các trường ở Andorra tuân theo chương trình giảng dạy của Tây Ban Nha, và văn bằng của họ được Tây Ban Nha công nhận. Tỷ lệ học sinh tiểu học năm 2003 ước đạt khoảng 89%; 88% đối với nam và 90% đối với nữ. Cùng năm đó, tỷ lệ nhập học trung học cơ sở đạt khoảng 71%; 69% đối với nam và 74% đối với nữ. Tỷ lệ học sinh trên giáo viên ở trường tiểu học vào khoảng 12:1 vào năm 2003; tỷ lệ khoảng 7: 1 đối với các lớp trung học.

## Giáo dục đại học
Đại học Andorra được thành lập vào tháng 7 năm 1997. Nó có số lượng tuyển sinh ít và chủ yếu cung cấp các khóa học dài hạn thông qua các trường đại học ở Tây Ban Nha và Pháp. Phần lớn học sinh tốt nghiệp trung học tiếp tục theo học tại các trường ở Pháp hoặc Tây Ban Nha. Năm 2003, khoảng 8% học sinh trưởng thành đủ điều kiện đã đăng ký vào các chương trình đại học. Hầu như toàn bộ dân số trưởng thành đều biết chữ. Andorra cũng có một trường điều dưỡng và một trường chuyên khoa học máy tính.